# Lohengrin Filipello
Lohengrin Filipello (* 1918; † 29. Dezember 1993) war ein Schweizer Fernsehmoderator. Er moderierte 1956 den ersten Grand Prix Eurovision de la Chanson und ist der einzige männliche Solomoderator in der Geschichte des Wettbewerbs. 1961 und 1967 moderierte er die Schweizer Vorauswahl des Grand Prix.